# Kiunga ballochi
The glass blue-eye (Kiunga ballochi) là một loài cá thuộc họ Pseudomugilidae. Nó là loài đặc hữu của Papua New Guinea. Môi trường sống tự nhiên của nó là các con sông.